# Бричанська волость
Бричанська волость — історична адміністративно-територіальна одиниця Хотинського повіту Бессарабської губернії із центром у містечку Бричани.
Станом на 1886 рік складалася з 21 поселення, 17 сільських громад. Населення — 15 310 осіб (7773 чоловічої статі та 7537 — жіночої), 3026 дворових господарств.
|                     | Площа, десятин | У тому числі орної, дес. |
| ------------------- | -------------- | ------------------------ |
| Сільських громад    | 19707          | 17154                    |
| Приватної власності | 26236          | 13218                    |
| Казенної власності  | —              | —                        |
| Іншої власності     | 501            | 498                      |
| Загалом             | 46444          | 30870                    |

Найбільші поселення волості:
- Бричани — містечко царачьке[2] при річці та ставках за 53 версти від повітового міста, 756 осіб, 178 дворів, православна церква, 13 єврейських молитовних будинків, синагога, лікарня, аптека, школа, поштова станція, 169 лавок, 2 пивоварні, винний склад, базари по вівторках та неділях. За 18 верст — поштова станція. За 19 верст — винокуренний завод та винний склад. За 24 версти — паровий млин.
- Балкоуці Дежос — село царачьке при річці Раковець, 308 осіб, 69 дворів, православна церква.